# El cónsul honorario
El cónsul honorario (en inglés The Honorary Consul) es una novela del escritor británico Graham Greene.
La novela se desarrolla en la década de 1970, en la ciudad argentina de Corrientes, en la frontera de la República Argentina con Paraguay, donde el narrador, hijo de un diplomático inglés y una señora paraguaya, se desempeña como médico y se conecta con la pequeña comunidad de residentes británicos.
Las descripciones permiten al lector un acercamiento muy vívido a aquella zona de la frontera, a los enfrentamientos políticos y, como suele darse en las novelas del autor, al enfrentamiento interno de un cura católico entre su fe y su actuación en el mundo.
Un gran amigo y un conocido de la niñez del narrador planean el secuestro del embajador norteamericano, de visita por la ciudad, para usarlo como eje de negociación de la liberación de algunos presos políticos. Sin embargo, por un error en la ejecución, terminan tomando prisionero a una figura menor, un cónsul honorario británico.
Involucrado en el asunto no solo por haber provisto datos pertinentes a los secuestradores sino también por el amorío que sostiene con la mujer de quien termina siendo capturado, el personaje principal queda atrapado en una red de lealtades traicionadas y sostenidas de difícil escapatoria.
El autor se inspiró en el secuestro auténtico del cónsul paraguayo Waldemar Sánchez ocurrido en marzo de 1970 mientras Greene estaba de visita en Argentina.
Michael Caine, Richard Gere, Bob Hoskins, Joaquim de Almeida y Elpidia Carrillo fueron algunos de los actores que participaron en la película The Honorary Consul (1983), filmada en escenarios naturales de la ciudad y el puerto de Veracruz, así como en la región de Los Tuxtlas, México.